# Paul Collomp
Paul Collomp (Niort, 15 dicembre 1885 – Clermont-Ferrand, 25 novembre 1943) è stato un egittologo e papirologo francese.

## Biografia
Nato a Niort, studiò a Brest, all'École normale supérieure e poi egittologia all'Institut Français d'Archéologie Orientale, prima di arruolarsi e combattere al fronte durante la prima guerra mondiale; per il suo servizio fu decorato con la Croix de guerre e la Legione d'onore. Dopo aver conseguito il dottorato di ricerca sulla cancelleria e diplomazia della dinastia lagide, dal novembre 1919 cominciò a insegnare greco e papirologia all'Università di Strasburgo, dove venne nominato professore nel 1926.
Dopo lo scoppio della seconda guerra mondiale, studenti e professori dell'Università di Strasburgo furono evacuati a Clermont-Ferrand; Collomp si unì a loro in veste di preside della facoltà di lettere dell'ateneo; nell'ottobre 1942 fu eletto membro dell'Académie des inscriptions et belles-lettres. In questo periodo si unì anche alla resistenza francese. Il 25 novembre 1943, durante il rastrellamento di Clermont-Ferrand, fu ucciso dalla Gestapo e dalla polizia collaborazionista: gli era stato intimato di alzare le braccia ma, non avendo obbedito all'ordine abbastanza celermente, gli spararono nello stomaco, lasciandolo dissanguare a terra.

## Memoria
Una targa commemorativa ricorda il suo assassinio nel luogo dove avvenne, al secondo piano dell'Università Blaise Pascal. Le vie "Avenue Carnot" a Clermont-Ferrand e Strasburgo si chiamano così in suo onore.

## Opere
- Recherches sur la chancellerie et la diplomatique des Lagides, Parigi, Les Belles Lettres, 1926.
- La papyrologie : introduction à cette discipline, Parigi, Les Belles Lettres, 1927.
- Fragments sur papyrus de l'anaphore de saint Marc, in "Revue des sciences religieuses", VIII (4), 1928, pp. 489-515, con Michel Andrieu.
- La critique des textes, Parigi, Les Belles Lettres, 1931.